# 臺鐵重大死傷事故列表
台灣鐵路運輸之行車事故定義，就《鐵路行車規則》而言，包含列車或車輛衝撞、列車或車輛傾覆、列車或車輛火災、列車或車輛出軌、列車分離、列車進入錯線、車輛溜逸、止衝擋衝撞、閉塞錯誤、車輛故障、路線故障、電車線故障、號誌機故障、列車障礙、號誌機外停車、列車遲延及人員死傷。該規則適用台灣高速鐵路股份有限公司（簡稱台灣高鐵公司）與臺灣鐵路公司（簡稱台鐵公司，原交通部台灣鐵路管理局）經管範疇，不含都會捷運鐵道運輸。
以2006年的統計年報為例，行車事故共862件，造成人員死亡98人，輕重傷則為84人。其中，車輛故障一年452件，電力機車故障182件，電聯車故障176件。另外，包含最常見的「闖越平交道」因素，該年造成一人及一人以上死亡的台鐵行車事故達78件。
2019年4月2日，中華民國立法院三讀通過《國家運輸安全調查委員會組織法》及《運輸事故調查法》修正案；2019年8月1日，飛航安全調查委員會改制為「國家運輸安全調查委員會」（簡稱運安會），自此重大鐵道事故，改由為獨立機關之國家運輸安全調查委員會調查，並於調查後公布調查報告。
下表列1910年代之後，造成「死亡人數3人以上；死亡、受傷人數在10人以上；受傷人數在15人以上」需陳報上級機關（現為交通部路政司、交通部鐵道局）或由國家運輸安全調查委員會調查之重大鐵路交通事故。
此列表除中華民國時期之台鐵局外，另有統整日治時期臺灣總督府交通局鐵道部（台鐵局前身）鐵道事故。

## 1910年代
以下為日治時期臺灣總督府交通局鐵道部之鐵道事故。

### 1911年
- 6月8日，由臺北開往嘉義的混合列車，下午1時左右行經縱貫線紅毛田停車場（今竹北站）北方的鳳山溪橋時，第3節車廂（頭等二等合造車）不明原因墜橋，造成至少5名日籍乘客死亡，這也是臺灣鐵道史上首次重大傷亡事故[5]。

### 1918年
- 6月21日，週日晚間，縱貫線鶯歌石—桃仔園間路線因鶯歌坡坡度過陡，發生列車溜逸倒退衝進鶯歌石驛月臺的重大事故，共造成13人死亡。

## 1940年代
1945年10月25日，國民政府自大日本帝國手中取得臺灣行政治理權，台灣省行政長官公署交通處於11月解散臺灣總督府交通局鐵道部，成立台灣鐵路管理委員會，負責接收並主管台灣鐵路事業。 1948年3月1日臺灣鐵路管理委員會結束其階段性任務，正式改制為臺灣鐵路管理局，隸屬於臺灣省交通處。

### 1948年
- 5月28日，縱貫線新店溪橋上火車車廂因故起火，造成21人死亡，另有43人推定死亡[6][7]。

## 1950年代

### 1957年
- 12月9日，15時40分前後，縱貫線桃園—鶯歌段發生北上22次（臺南─基隆）普通列車出軌翻覆。事故起因為孩童於軌道上嬉戲並堆疊道碴（鐵軌下所鋪碎石）。共造成18人死亡（含司機員當場殉職），116人輕重傷。事故列車本務機為CT271蒸汽機車[8][9]。

### 1959年
- 12月28日，馬蘭站北方平交道柴油快車與卡車衝撞，共10人受傷。[10]

## 1960年代

### 1961年
- 3月11日，基隆開往高雄3001次柴油特快車在縱貫線林鳳營與隆田間撞上闖越平交道、載有中華民國陸軍士兵的軍用卡車，造成卡車上中華民國國軍官兵27死12傷，火車上2名乘客受傷，DR2601、2607受損[11][12]。
- 7月9日，臺中開往高雄11次對號特快車在縱貫線民雄站南方撞上闖越平交道的嘉義客運北港開往嘉義班車，造成嘉義客運車上48死28傷，火車司機輕傷，此事件為2021年太魯閣事故發生前台灣鐵道史上死傷最嚴重的事故[13]。
- 9月29日，公路局班車行經板橋站北方平交道，因看柵工疏失未放柵欄，遭4807次貨物列車衝撞，共1人死亡，20逾人受傷[14][15]。
- 11月3日，615次貨物列車因司機身體不適交由未經訓練合格之助理司機駕駛，於中壢站內追撞73次列車，導致三節車廂翻覆並起火，共1人死亡，91人受傷[16][17]。

### 1962年
- 3月25日，25次平等號夜車於潭子—臺中間193號誌站，因施工後轉轍器尖軌未復位導致出軌翻覆，共17人受傷。[18][19]
- 9月18日，縱貫線二水—林內間南二水號誌站，69次列車冒進號誌邊撞616次貨物列車，共1人死亡，34人受傷。[20][21]

### 1963年
- 9月11日，611次貨物列車於縱貫線新竹—竹北間烏樹林溪橋（今頭前溪橋南半段，北半段則為紅毛田溪橋），因葛樂禮颱風來襲，溪水暴漲，造成該橋嚴重傾斜，列車掉入河底，二名駕駛以及列車長殉職，事故機車R50號後來被挖回修復並使用至2008年退役[22]。

### 1964年
- 5月13日，卡車闖越台中北屯附近之平交道遭列車衝撞，共4人死亡[23]。
- 6月24日，3802次新竹至臺北臨時加班柴油車接近臺北市延平北路北門平交道時，因人車擁擠柵欄放下時無法淨空，使3802次撞上公車處17路公車（車號 15-00759）並波及一旁人車，共3人死亡，31人受傷[24][25]。

### 1966年
- 4月3日，貨車闖越員林中正路之平交道遭3001次飛快車衝撞，共1人死亡，9人受傷。[26]
- 6月23日，交通車闖越內壢站南方平交道遭100次普通車衝撞，共1人死亡，19人受傷。[27]

### 1967年
- 2月3日，空軍吉普車闖越淡水線士林中正路平交道遭328次普通車衝撞，共3人死亡，7人受傷。[28]
- 2月5日，三輪馬達機車闖越民雄附近之平交道遭貨物列車衝撞，共3人死亡。[29]
- 4月3日，貨車闖越斗南附近之平交道與69次普通車衝撞，共31人受傷。[30][31]
- 11月17日，公路局班車行經淡水線士林第一平交道，疑看柵工疏失，遭319次普通車衝撞，共37人受傷。[32]

### 1968年
- 11月19日，桃園客運班車行經林口線山鶯路平交道遭834次貨物列車衝撞，共1人死亡，18人受傷。[33]

### 1969年
- 2月20日，豐原客運班車闖越沙鹿興安路平交道遭2002次光華號衝撞，共1人死亡，17人受傷。[34]
- 4月9日，臺西客運班車闖越大林鎮附近之平交道遭64次貨物列車衝撞，共3人死亡，19人受傷。[35]
- 4月25日，公車處19路公車行經臺北市中正路基隆路口平交道，疑看柵工疏失，遭911次列車衝撞，共21人受傷。[36]

## 1970年代

### 1970年
- 2月12日，8次觀光號列車(本務R119)於新竹站北追撞因故障號誌燈停車之38次平快車，觀光號司機員殉職，共10人死亡，47人受傷。[37]
- 10月25日，員林客運班車行經集集線倡利村平交道遭5711次工程列車衝撞，共1人死亡，10人受傷。[38]
- 12月13日，計程車闖越沙鹿中棲路平交道遭2002次光華號衝撞，共3人死亡，2人受傷。[39]

### 1971年
- 3月21日，公路局班車行經宜蘭線瑞芳柑坪里平交道，疑視線不良遭列車衝撞，共2人死亡，28人受傷。[40]
- 5月29日，714次貨物列車與319次普通車於四腳亭站內碰撞，共30餘人受傷。[41]
- 6月20日，765次貨物列車行經淡水線士林平交道，與闖越之大南汽車衝撞，共5人死亡，28人受傷。[42][43][44][45]
- 7月25日，娜定颱風登陸期間，東線60次普通車於富源—瑞北間富源溪橋上，因強風五節車廂中三節車廂翻落，共5人死亡，29人受傷。[46][47][48]
- 8月3日，交通車闖越大湖站北方平交道遭803次列車衝撞，共29人受傷。[49]

### 1972年
- 10月23日，東線22次柴油快車於月美—瑞豐（现為瑞和）間撞上闖越平交道之卡車，並波及一旁學生，共5人死亡，4人受傷[50]。

### 1973年
- 2月28日，225次普通車（TP32209）於永康站北方疑似車門故障導致4名學生摔落，並遭1897次貨物列車撞上，共3人死亡，1人受傷。[51][52]
- 3月11日，714次貨物列車疑似冒進號誌，於猴硐站內與3227次柴油車相撞，共1人死亡，43人受傷。[53][54]
- 5月11日，1892次貨櫃列車（本務機R132號柴電機車）與63次平快車於縱貫線二水站北方，因貨櫃列車緊軔失效，與進站中的客運列車邊撞，共12人死亡，40人受傷，客運列車2輛損毀，中断运行約11小时。[55][56]
- 10月10日，北上貨物列車於竹南站內追撞平快車，共17人受傷。[57]
- 10月11日，台中慈安托兒車闖越台中北屯附近之平交道遭2次莒光號撞擊，共3人死亡，14人受傷。[58][59]
- 11月4日，383次客運列車與386B次柴油車於淡水線北投站，因副站長及客運列車長並未完成調車確認，與柴油車邊撞，柴油車司機員殉職，旅客有一人死亡、10人受傷。[60]
- 11月5日，2003次光華號於嘉義站北方博愛路平交道，因與闖越之卡車衝撞，共3人死亡，32人受傷。[61][62][63]
- 11月24日，622次貨物列車與63次平快車因號誌故障進而調度通訊失誤，於縱貫線二水站北相撞，共44人受傷。[64][65]

### 1976年
- 4月21日，發生過溝平交道事故。彰化客運大村國中學生專車闖越平交道，撞上南下33次觀光號，共41人死亡，41人輕重傷。事後大村鄉建立淑女祠紀念其中16名女學生。[66]
- 5月30日，北上56次對號快車與南下107次平快車於海線鐵路談文附近，因56次對號快車司機員疑似冒進號誌(闖越談文站副正線上行出發號誌機)，導致107次平快車在談文站北下行第一閉塞號誌機前(險阻號誌)停車，進而造成56次對號快車與107次平快車迎面對撞，共29人死亡，141人受傷，R112、R116號柴電機車及SPK32729、SPK32742、SPK32456、SPK32457、BK32313、BK32407損毀。

### 1977年
- 3月17日，三人共騎機車闖越屏東市六塊厝車站，三人死亡。[67]
- 10月24日，第1820次貨物列車行至縱貫線路竹—大湖間第三種平交道時，與搶越該平交道之小客車相撞，造成客車上乘客三人死亡。[68]

### 1978年
- 3月27日，彰化站北方苦苓腳平交道(後改稱泰和路平交道)，客貨兩用汽車駕駛闖越平交道，1281次機車撞及尾部肇致駕駛一人死亡，旅客18人輕重傷[69]
- 5月13日，北上2002次光華號於臺中縣沙鹿鎮中棲路平交道撞上搶越平交道的砂石車，使砂石車被撞成兩半，並造成砂石車司機死亡，火車乘客31人受傷[70]。
- 11月10日，因縱貫線電氣化施工，自動號誌暫時停用，後壁站軌道轉轍改採人工操作，但轉轍工黃永和未將轉轍器扳轉至正確位置，導致4005次南下行李專車誤駛上行線（西正線），並於清晨6:35分於大霧中在後壁—新營間與北上202次普通車對撞，普通車查票員蔡伯勳死亡，兩列車之司機員、司機助理、鐵路員工及乘客合計28人輕重傷（另一說為25人受傷）[71][72]。

### 1979年
- 3月16日，本線35次柴油快車在K120+058處與卡車相撞肇致旅客24人受輕重傷。[73]
- 10月1日，0:11分（本時間為當時採行之日光節約時間，國家標準時間為9月30日23:11分），南下1009次自強號於縱貫線左營冒進號誌，追撞641次貨列，造成13重傷（包含自強號機車長）7輕傷（包含自強號列車長）[74]。
- 10月28日，臺東線26次對號快與卡車發生車禍，3死42傷。

## 1980年代

### 1981年
- 3月8日星期日，北上1002次EMU100自強號於縱貫線新竹—竹北間頭前溪橋南方，撞上闖越平交道的熒琦貨運公司砂石車，砂石車被火車一路推擠，撞上鐵橋後砂石車及火車前四節車廂從橋上翻落河床，第五節車廂車頭朝下斜靠橋樑及河床間。此事故造成砂石車司機死亡，列車乘客30人死亡，130人輕重傷，40ED110報廢，每名乘客發給賠償金新臺幣45萬元，台鐵損失餘1億3千多萬元，從此自強號電聯車均塗有紅色警示漆，平交道的問題也在此事故後進行改善。
- 6月13日，因海線鐵路後龍平交道連姓看柵工疏失，鐵牛車遭列車撞擊，造成3死。[75]
- 9月12日，新竹縣一小貨車闖越平交道遭自強號撞擊，造成10死2傷。

### 1982年
- 1月26日，北迴線南下135次對號特快車於宜蘭縣南澳鄉的南澳隧道內，因乘客放置炸藥自殺，造成最後一節車廂（35SPK32710）爆炸，斷成兩截，共4人死亡。

### 1984年
- 6月17日，行人4人貪圖捷徑爬越海線鐵路大甲站南端西側護路水泥欄杆，闖入路線遭列車撞擊，3人當場死亡[76]。

### 1985年
- 5月9日，桃園市桃鶯路平交道發生因大貨車違規闖越鐵路平交道柵欄而與列車撞擊的事故，造成22人輕重傷。事故後平交道封閉，改建車用陸橋（春日陸橋）。
- 9月1日，東幹線北上48次莒光號，由臺東經由臺北往高雄途中，行經雙溪時，疑似因為縱火，造成第七節車廂起火，共3人在事故中死亡。

### 1987年
- 9月29日，北上26次莒光號（本務機E224）於縱貫線左營撞上調車中的中國石油公司二甲苯罐車列車[77]（可能因調車作業失誤或左營站副站長誤下指令，造成中油罐車侵入正線而被莒光號撞擊），造成25人輕重傷（人數為有送醫且有醫療記錄者），事故後莒光號 40FP10014、35SP32724 報廢除籍[78]。

### 1989年
- 12月26日，山線鐵路烏日—臺中間平交道遭卡車侵入撞擊，導致1014次自強號列車車廂內旅客共57人受傷[79]。

## 1990年代

### 1990年
- 4月24日凌晨3時50分許，由高雄北上開往基隆的30次莒光號列車行經苗栗縣造橋隧道時，受當時中部地區連日豪大雨的影響，造成路基旁邊坡土石鬆動滑落而掩埋軌道，機車頭煞車不及擦撞隧道南口，造成2人死亡（司機員、助理當場殉職），第10車、9車共11名乘客輕重傷。事故當天臺鐵山線全線停擺，所有列車改經海線行駛，直至隔日中午才搶通。事故後機車頭E221、莒光號車廂SP32627報廢除籍。
- 9月26日，181B次普通車（本務S209）在東港線鎮安—東港間因台汽客運國光號MCI大客車疑似闖越平交道，造成衝撞，共5人死亡30人受傷。
- 10月8日，屏東線高港起公里475公尺平交通處重大交通事故造成3人死亡[80]
- 12月20日，北上1020次EMU300（EMU306）自強號於路竹—大湖間西部幹線K374＋410公尺處，因遊覽車欲載客進入大仁路平交道旁巷道內之飼料工廠，在平交道倒車，造成衝撞，導致遊覽車起火燃燒，自強號列車車廂損毀，電車線桿斷損，自強號旅客7人受傷，遊覽車乘客25人死亡、27人輕重傷。事後遊覽車司機與負責指揮遊覽車倒車者均被依業務過失致死罪起訴判刑。[81]

### 1991年
- 10月30日，12時40分，內灣線竹東站停放之10節水泥重車因強風吹襲加上煞車失效往站外溜逸，即使副站長等三人跳上車試圖以手軔機煞車，仍因路段下坡和車輛太重而徒勞無功。此時，由新竹開往內灣的3149次柴油客車進站，兩列車便在竹林大橋（ 縣道123號跨越頭前溪之橋梁）下相撞，造成14人（含柴客司機）輕重傷，事故後DR2402柴油客車報廢除籍。
- 11月15日，南下1次莒光號於134號誌站（舊山線）正轉轍軌道進入副線當中交會列車，因當時設置於北上1006次EMU100型自強號機車端的ATS／ATW系統故障(而於高雄站出發時於列車編組尾端加掛E224輔助機車行駛)，導致自強號列車邊撞莒光號還沒開入副線的第7車，莒光號第7~9車及自強號第8~10車翻覆，導致兩列車上旅客共30死112傷;事故後自強號ED102、ET101與莒光號FPK10207、FPK10209報廢除籍，每位旅客賠償3百萬元，時任鐵路局長陳世芳以及自強號司機員蘇金焜皆被以業務過失致死罪起訴。司機員蘇金焜被判刑四年有期徒刑[82]。

### 1992年
- 10月31日，北上1010次自強號於舊山線勝興—三義間八股頭平交道，因拖車進退不得，造成列車緊軔不及與大拖車衝撞，共86人受傷，事故後EM211、EP211報廢除籍[83][84][85]。

### 1993年
- 11月26日，南下自強號於新營，因遭空載混凝土車輛衝撞第2輛與第3輛車廂間，造成列車出軌及混凝土車裂成兩半，共3人死亡15人傷。

### 1994年
- 3月18日，北上1008次EMU100自強號於海線鐵路行經大肚—龍井間頂街平交道時，撞上滿載鋼捲片的大貨車，造成前3節車廂出軌，貨車上的鋼捲射入車廂內，導致機車長、督導員在內共9人死亡，24人輕重傷[86][87]，事後ED108報廢除籍，該處平交道改建立體化後消失（即今萬興陸橋）。[88]

### 1997年
- 3月27日，一列由樹林開往蘇澳的1083次自強號（編組 DR3045-3093-3046=DR3039-3090-3040），由於宜蘭線外澳站當時有一部水泥高壓泵浦車於站內從事邊坡工程時，不慎侵入鐵軌淨空，導致列車進站時遭迎面撞上，造成水泥高壓泵浦車司機死亡，列車因翻覆造成車上20餘人輕重傷；事故後DR3045、DR3093報廢除籍。
- 4月3日，正當清明節連續假期的返鄉高峰期，一列由高雄發車的1012次自強號，在18時49分行經臺中縣烏日鄉（今臺中市烏日區）學田路平交道（今新烏日站南方）時，撞上一輛卡在平交道上動彈不得的砂石車，造成砂石車司機和列車隨車機務員2人死亡，60餘人輕重傷，事故後EM209報廢除籍。
- 9月15日，一列北上的通勤電車(EM527)在行經後庄=鳳山間的平交道時，因看柵工過早升起遮斷器，使行經的1輛公車、2輛機車、1輛腳踏車遭撞，共導致2人死亡、14人受到輕重傷。

### 1998年
- 1月18日，南下電聯車行經海線鐵路138公里200公尺處（苗栗後龍段，大山火車站附近）東明里無柵欄平交道時撞及一輛闖越平交道的小客車，造成小客車上陳石勇一家四口死亡[89]。
- 5月25日，11次莒光號於縱貫線隆田—善化間東勢寮，該路段路線養護抽換枕木拆除連續兩枕木之鋼軌扣件，恰巧本務機次位尚有無火迴送電力機車乙輛，連續兩輛電力機車通過致無扣件之軌道無法承受重量而造成軌道挫曲，莒光號5輛車廂出軌翻覆，共29人受傷，事後台鐵檢討並修正工務相關規章，更換枕木不得拆除連續兩枕木之扣件。

## 2000年代

### 2001年
- 3月12日，數節載運廢棄鋼軌之平板貨車於山線鐵路豐原辦理調車，因調車機軔機無法煞停整列車，顺地勢一路往南溜逸，採行緊急調度，將列車溜逸至台中車站安全側線，於臺中市民生路建國路口翻覆，造成鐵軌鋼條滾落橋下波及民宅1間、公路車輛20輛，共3人死亡，4人受傷，死者包含貨運公司及鐵路局員工，事故後DL-1025調動機與35F20023、35F20025、35F20054、35F20100、35F20107等5輛平車報廢除籍[90]。
- 7月13日，41次莒光號於苗栗縣造橋鄉南港溪橋，因路線養護未立即填補道碴橫壓減弱軌道挫曲，造成10節車廂列車的機車及8輛車廂出軌，其中3～7車傾覆橋上，共造成43人受傷，事故後SP32861、SP32864、SP32979、FP10051、FP10108等5輛莒光號車廂報廢除籍。

### 2002年
- 7月20日，上午9時5分許，1009次南下自強號列車行經縱貫線鶯歌鎮（今鶯歌區）東鶯里平交道時撞上一部滿載Ｈ型鋼樑拖板車，導致本務機E1013端面嚴重受損，而鋼樑掃斷兩根高壓電桿，並波及鐵路旁民宅、汽車；拖板車司機死亡、列車乘客共16人輕重傷。[91]

### 2003年
- 10月14日，一列由基隆開往新竹的2507次通勤電聯車於縱貫線鶯歌鎮（今鶯歌區）東鶯里平交道，撞擊因拖板車擋道而停留在平交道上之新北市立育林國民中學畢業旅行遊覽車[92]，造成遊覽車上4名學生死亡37人輕重傷[93]，EM603、ET603端面受損，事故後平交道附近道路被拓寬。

### 2005年
- 6月21日深夜，由高雄開往台東的2057次自強號，在行經加祿=內獅間時，疑似鐵軌遭到人為破壞，導致整列車共6節車廂出軌傾斜，車上共15名旅客受傷、近百位乘客受困，後被證實是臺鐵南迴線連續破壞事件相關事故之一[94]。

### 2006年
- 3月10日深夜，由樹林站開往花蓮站的1073次自強號，因北迴線部分路段進行道碴養護故改行駛西正線，在無預警的狀況下行經崇德站南端（北迴線58k+100處）時，高速撞擊5名進行軌道電路維修之道班工與電務工，5人當場殉職，主因為相關人員未能確切遵循規章且未做防護措施。事發後局長徐達文下台負責，相關人員遭到連坐處分，一年後立碑紀念[95]。

### 2007年
- 6月15日北上3902次試運轉列車（編組 E403＋E308）於宜蘭線大溪—大里間，因機車長以ATP故障為由未啟用且冒進號誌，造成與待避1079次自強號後正要轉轍出站的南下2719次區間車（編組 EMU508）於大里站南側橫渡線發生邊撞，造成車上5名乘客死亡、17人受傷，事故發生當日及次日宜蘭線與北迴線的列車運轉混亂；事故後EMU508整組報廢，其事故車廂（EP508+ET508）於2020年6月3、4日標售後已拆解完畢。

## 2010年代

### 2012年
- 1月17日上午8時42分，由田中開往花蓮的278次太魯閣列車，行經縱貫線埔心車站南側之幸福水泥廠平交道時撞上闖越平交道的砂石車，並將砂石車車斗推行約500公尺後於埔心車站內出軌，造成列車前三節（40TED1010、40TEM1019、45TEP1010）出軌、車頭40TED1010經撞擊後全毀，鐵軌被扯斷，電車線桿也遭撞斷，導致縱貫線南北雙向全部中斷，事故造成司機員蔡崇輝不幸殉職，22名旅客受傷（其中1名重傷、21名輕傷），事故編組 TEMU1009+1010 則到2015年初才完成修復[96]。

### 2013年
- 8月31日上午7時26分，由台東開往新左營的302次自強號（編組 DR3051-3096-3052=DR3003-3072-3004）行經南迴線枋野—枋山間的枋山二號隧道東口外時撞擊土石流，導致列車車廂脫軌分離10公尺，造成乘客17人受傷，其中4人重傷，事故後 DR3051-DR3096-DR3052 整組報廢[97][98]。

### 2016年
- 7月7日晚间约10时，一列由新竹开往基隆的1258次区间车（编组 EP509+EP504），在进入松山车站月台前，第6车45EP509行李架上之行李箱发生爆炸 ，造成25名旅客受伤[99]。

### 2018年
- 10月21日由树林开往台东的6432次普悠玛列车（编组 TEMU2007+TEMU2008），于下午约4时50分时行经宜兰线新马站前弯道时以时速141公里的速度出轨，8节车厢全数出轨，其中第3、5、7、8节车厢翻覆，造成18名乘客死亡、215人轻重伤；事故编组因受损严重而在调查完毕后报废除籍，成为第一组因事故而全列报废的倾斜式列车[100][101]。

## 2020年代

### 2021年
- 4月2日清明节连假首日，由树林开往台东的第408次TEMU1000型电联车（太鲁阁号，编组 TEMU1013+ TEMU1014）于上午9点28分47秒行北回线花莲县秀林乡和仁崇德间的清水隧道前（51K+250），撞上从隧道上方滑落施作明隧道工程的工程车，造成49人死亡（含司机员袁淳修及机车助理江沛峰）和213人轻重伤[102]。